# Claude Tchou
Pour les articles homonymes, voir Tchou.
Claude Tchou, né le 26 octobre 1923 à Woluwe-Saint-Pierre (Belgique) et mort le 31 mars 2010 à Paris 6e, est un éditeur français.

## Biographie
Claude Tchou est le fils de Laure Maere, citoyenne belge, et de Shiavy Tchou, ambassadeur de la République de Chine en Belgique.
Étudiant en Belgique, il y obtient une licence de philosophie et une licence de lettres.

### Carrière
Il commence sa carrière comme journaliste, avant de devenir patron de l'agence de presse Inser de 1945 à 1949.
En 1949, il fonde avec Louis Gérin Le Club du livre du mois, un réseau de vente de livres sélectionnés, filiale française de la société belge l’Ambassade du livre,. En 1952, il lance l'Amitié par les livres puis, en 1956, le Club du Livre des jeunes.
Il est poursuivi par la justice en 1958 pour la publication de L'Anti-Justine de Restif de la Bretonne, et échappe à une condamnation de six mois de prison ferme. Cette même année, il crée le Cercle du livre précieux, fonctionnant uniquement par souscription.
En 1962, il fonde les éditions Tchou, où il dirige la collection « Les Guides noirs ». Cette année-là, il édite pour la première fois en France l’œuvre complète de Franz Kafka, dans une édition établie et annotée par Marthe Robert.
En 1963, devant le refus de Gisèle d'Assailly, veuve de René Julliard, et de son comité de lecture, Claude Tchou assure au Cercle du livre précieux, dans la collection « Pseudonymes et patronymes », l'édition du Septentrion de Louis Calaferte le proposant, en souscription privée, sur vélin supérieur, reliure d'éditeur toile noire, avant que ne tombent deux interdictions — de vitrine et de vente en librairie. Il faudra alors vingt ans pour que, sous l'égide de Gérard Bourgadier, le livre soit à nouveau édité aux Éditions Denoël.
En 1968, il y publie Histoire d'O de Pauline Réage, illustré par Léonor Fini, livre immédiatement interdit aux mineurs. En 1970, L'Express prend le contrôle du Cercle du livre précieux et des éditions Tchou.
En 1996, Claude Tchou crée La Bibliothèque des chefs-d'œuvre, collection d'une quarantaine de titres publiés par Au sans pareil.
En 1999, il lance la Bibliothèque des introuvables, qui réédite des livres rares, comme les 32 volumes de la correspondance de Napoléon.
Au cours de sa carrière, Tchou a notamment publié Paul Éluard, Max Ernst, Jacques Lacan, André Breton, Tristan Tzara, Jacques Sternberg, La Vilaine Lulu d'Yves Saint-Laurent, ainsi que l'Encyclopédie Cousteau.
Claude Tchou meurt le 31 mars 2010 à Paris 6e, à l'âge de 86 ans. Il est inhumé au cimetière du Montparnasse (division 1).

### Vie privée
Claude Tchou se marie à trois reprises :
- avec Annie Bleu, dont il a trois enfants, Olivier, Françoise et Isabelle ;
- puis avec la journaliste Michèle Cotta, dont il a deux enfants, Thierry[9] et Stéphanie avant d'en divorcer ;
- enfin, avec Joan Van Eiszner, dont il divorce également.

Il est, en outre, le père biologique du haut fonctionnaire et homme politique Philippe Martel.